# Proiectul Grecesc

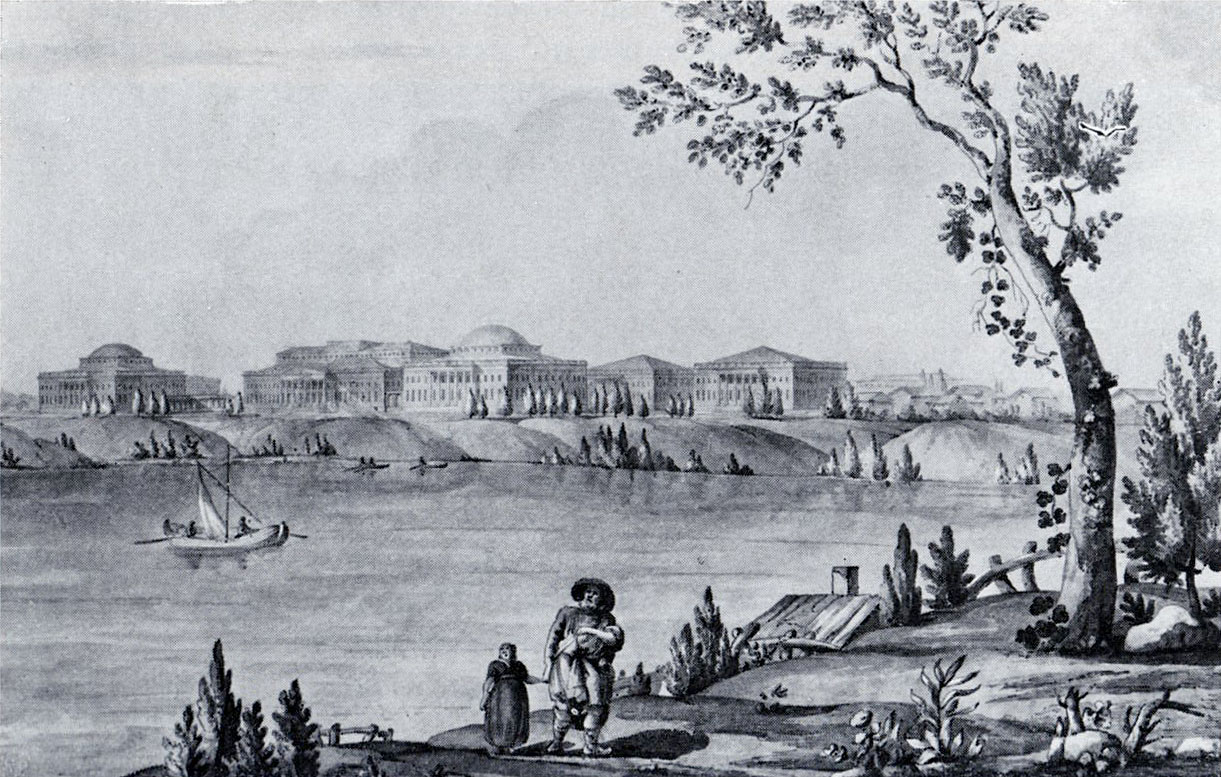
Marele Palat Pella pe malul râului Neva a fost numit după locul de naștere al lui Alexandru cel Mare

Proiectul Grecesc (cunoscut și sub numele de Planul Grecesc) a fost linia politică trasată de țarina Ecaterina cea Mare la începutul anilor 1780 în rezolvarea Chestiunii Orientale.

## Contur
Asemenea predecesorilor săi, Ecaterina s-a preocupat de bunăstarea creștinilor ortodocși aflați sub suzeranitate otomană; de asemenea, ea a susținut Revolta Orlov din Moreea în timpul Războiului Ruso-Turc de la 1768-1774, și le-a permis multor greci cum ar fi Ioannis Varvakis să se mute în Rusia, în special în Crimea și Novorusia. Ea a crezut că unul dintre nepoții săi, numit în mod convenabil Constantin, va deveni împăratul unui nou Imperiu Bizantin format pe teritoriile Imperiului Otoman. Un alt factor important care trebuie luat în considerare este dorința Rusiei de a avea acces liber la Marea Mediterană prin Strâmtoarea Bosfor, controlată de imperiul otoman.
Pentru ca acest proiect să poată fi dus la capăt, Marile Puteri Europene ar fi trebuit să fie de acord cu el iar puterile Dunărene să coopereze. În mai 1780 țarina Ecaterina a aranjat o întâlnire secretă cu Iosif al II-lea al Sfântului Imperiu Roman în Moghilău. Într-o serie de scrisori din septembrie 1781, Ecaterina și Iosif și-au discutat planurile de partiție a Imperiului Otoman și de restaurare a Imperiului Bizantin. Alianța austro-rusă formată în mai 1781 a dus la Războiul Ruso-Austro-Turc (1787–1792), încheiat cu Pacea de la Iași (1792).
Proiectul Grecesc a fost inițat de Grigori Potemkin, care a dat nume grecești unor orașe nou întemeiate din Novorusia (ca de exemplu Odesa și Herson). În această perioadă a început să fie pus un accent pe simbolismul bizantin în biserici, cum ar fi Catedrala din Herson. O altă întâlnire între monarhii Rusiei și Austriei a fost aranjată ca parte a călătoriei sale în Crimea din 1787. Ambele țări au declarat război Imperiului Otoman mai târziu în același an. Moartea lui Iosif în 1790, Tratatul de la Iași și Tratatul de la Șiștova, din care Austria a câștigat puțin, au pus capăt proiectului și aranjamentului de a reînvia Imperiul Bizantin.

## Vezi și
- Megali Idea
- Războiul Ruso-Austro-Turc (1787–1792)

## Legături externe
- en Catherine's Russia: Catherine the Great's "Greek Project" Arhivat în 10 septembrie 2014, la Wayback Machine.
- en Foundation of the Hellenic World: The Greek plan of Catherine II